# واکنش فلیمن

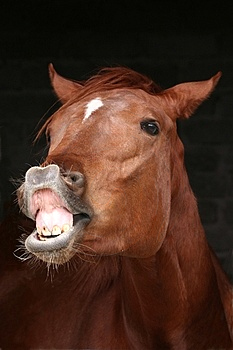
یک اسب در حال واکنش فلیمن

واکنش فلیمن یا پاسخ فلیمن (به انگلیسی: Flehmen response) رفتاری است که در آن حیوان، لب بالای خود را جمع کرده و دندان‌های جلو را به نمایش می‌گذارد، درحالیکه معمولا سوراخ بینی‌اش بسته است نفس را به درون می‌کشد و اغلب این وضعیت را برای چند ثانیه نگه می‌دارد. این رفتار ممکن است هنگام روبرو شدن با مکان یا مواد مورد علاقهٔ حیوان، از او سر بزند. هم‌چنین ممکن است حیوان واکنش فلیمن را با گردن کشیده، در حالی که سرش را به سمت آسمان گرفته‌است، انجام دهد.
واکنش فلیمن، توسط طیف گسترده‌ای از پستانداران، از جمله سم‌داران و گربه‌ایان انجام می‌شود. این رفتار، انتقال فرومون‌ها و سایر عطرها را به اندام ژاکوبسون که در بالای سقف دهان قرار دارد، از طریق مجرایی که پشت دندان‌های جلو حیوان است، تسهیل می‌کند.
چهره حیوان در هنگام انجام واکنش فلیمن، اغلب مانند حالت تهاجم، شکلک درآوردن، پوزخند زدن یا خندیدن به‌نظر می‌رسد.

## نگارخانه

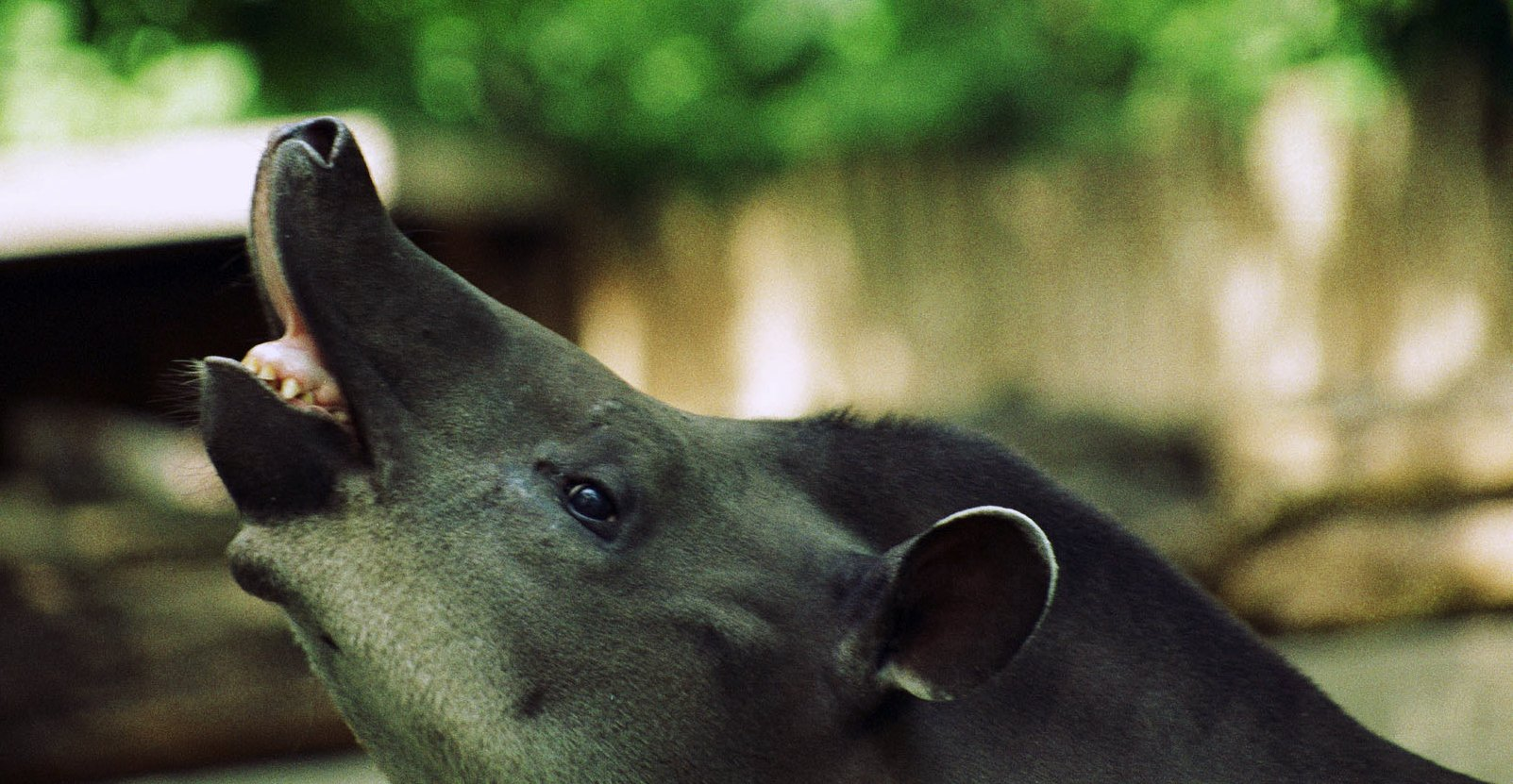
واکنش فلیمن در یک تاپیر
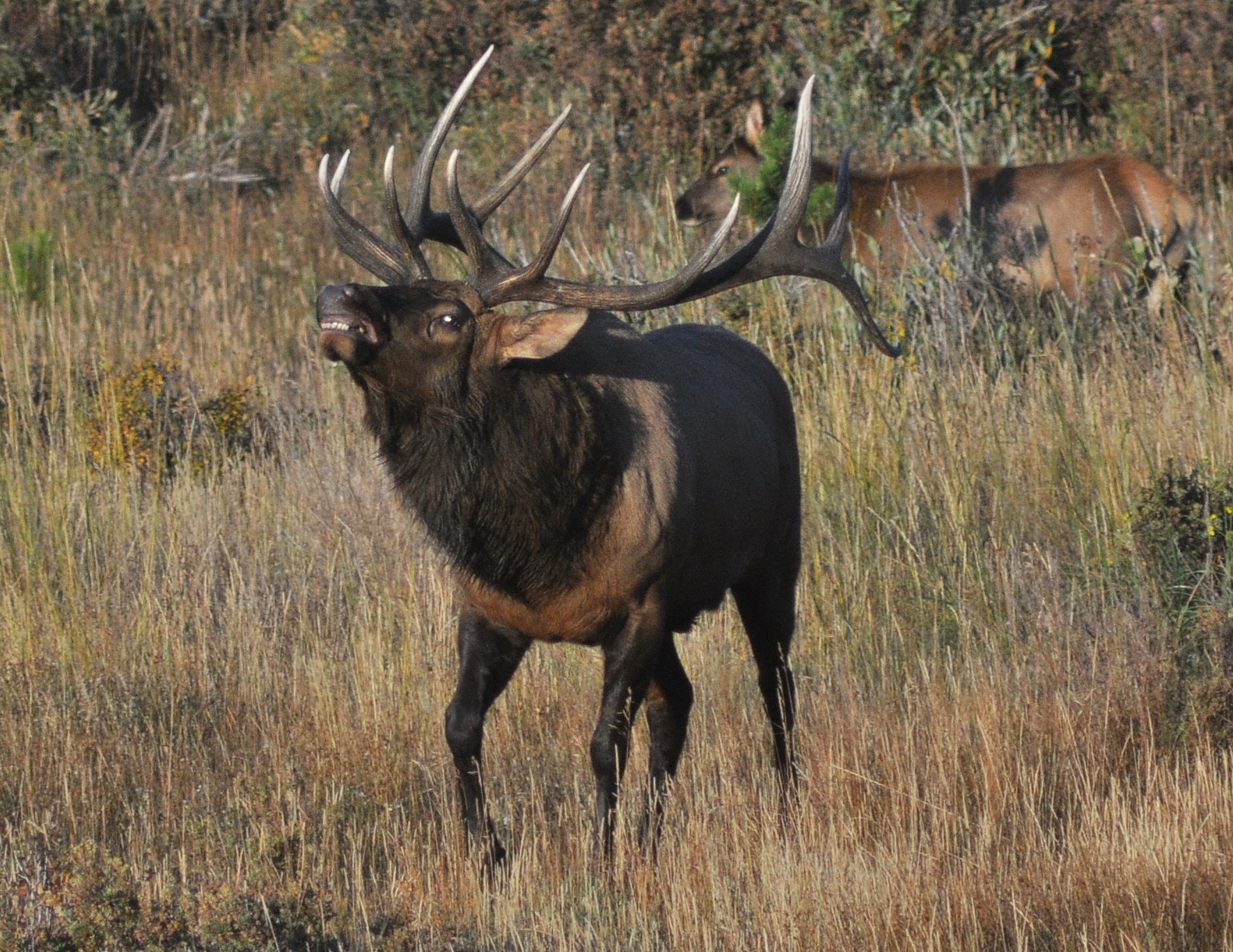
واکنش فلیمن در یک گوزن
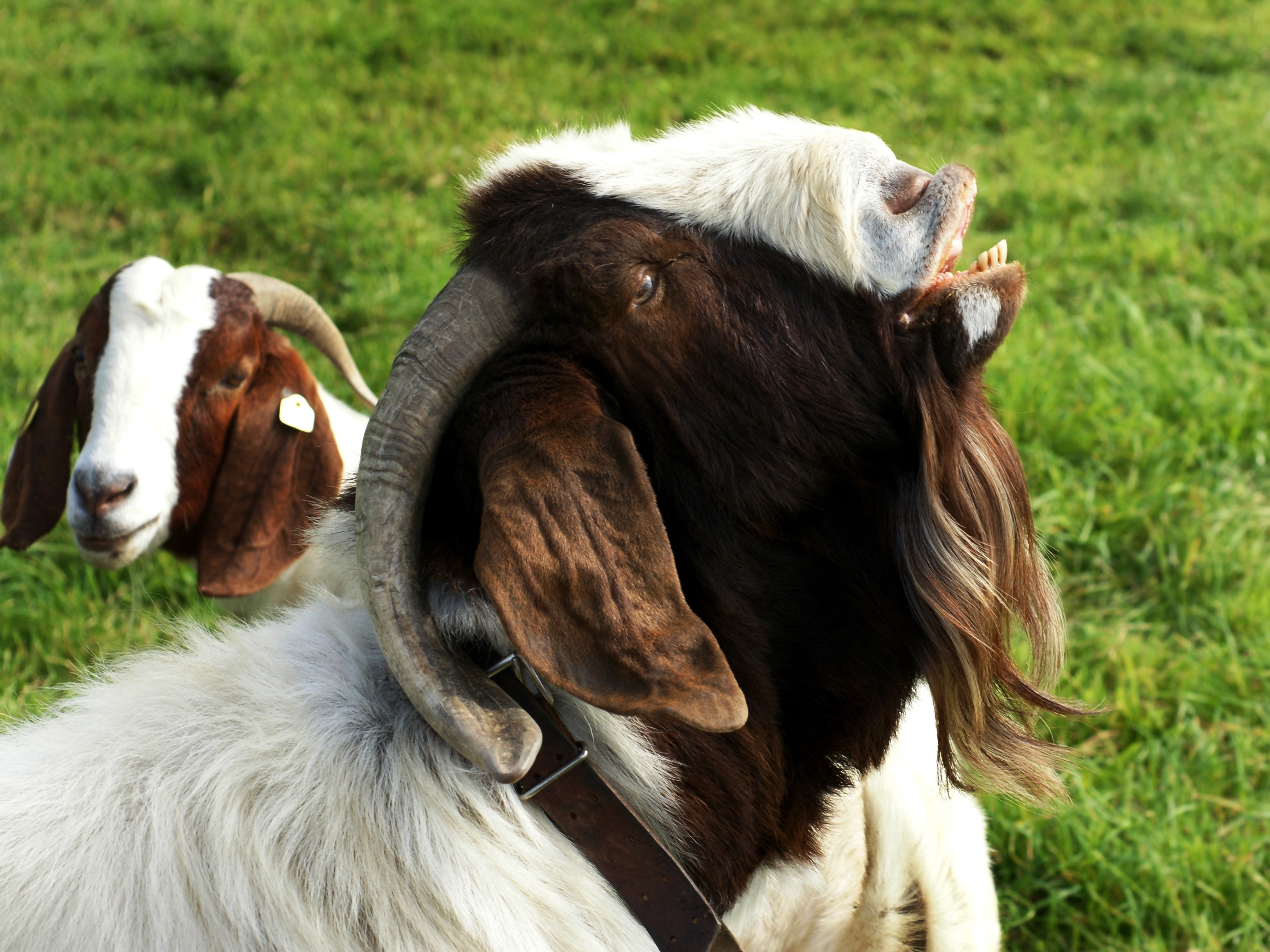
واکنش فلیمن در یک بز
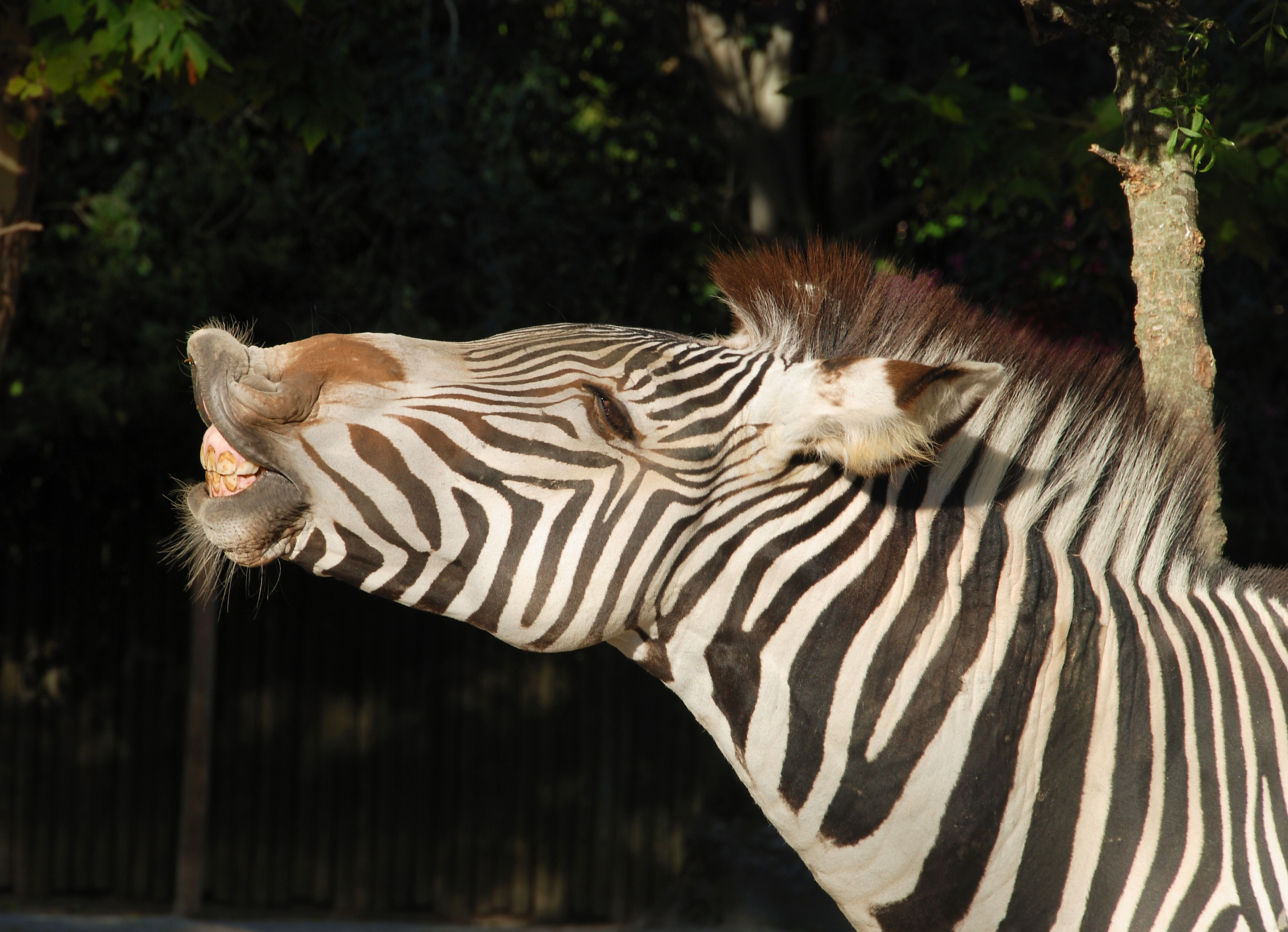
واکنش فلیمن در یک گورخر
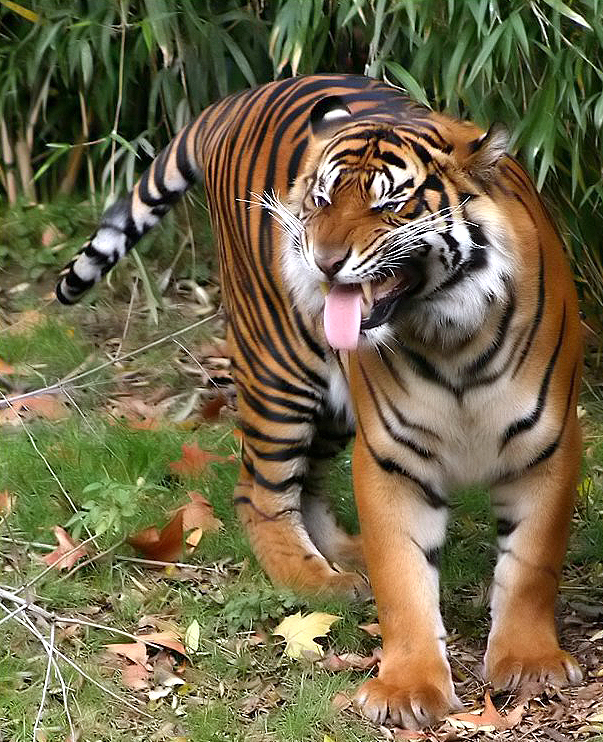
واکنش فلیمن در یک ببر